# Selim Arnaut
Selim Arnaut (Zenica, 24. maj 1962) bosanskohercegovački je književnik i kolumnista nedjeljnika Ljiljan (koji je osnovala SDA).
Studirao je filozofiju sa sociologijom na Filozofskom fakultetu u Sarajevu. Nakon završenih studija u Sarajevu, zajedno sa književnikom Zilhadom Ključaninom, pokrenuo je časopis Književna revija. Posljednji broj časopisa, koji je uredio zajedno sa prozaistom Karimom Zaimovićem, izašao je pred Rat u BiH.
Osvojio je Makovu nagradu na manifestaciji „Slovo Gorčina” koja se održava u Stocu.

## Djela
Poezija
- Krov, pjesme, Sarajevo, 1988.
- Krov i nove pjesme, drugo, dopunjeno izdanje, Sarajevo, 1990.
- Zašto ne znam opisati grad, pjesme, Ljubljana, 1994.

Proza
- Boja kućne građe, roman, Sarajevo, 1997.

Publicistika
- O čemu govorimo kad govorimo o Bosni

## Nagrade
- 1989: Brankova nagrada za zbirku pjesama Krov[4]
- ?: Nagrada Mlada Struga za zbirku pjesama Krov

## Spoljašnje veze
- Selim Arnaut[мртва веза] na sajtu
- Selim Arnaut na sajtu Gugl Knjige
- Selim Arnaut – Cezarov palac na sajtu Fejsbuk
- „Bošnjačka književnost u 100 knjiga” na sajtu